# Nunavimmiutitut
Le nunavimmiutitut est un dialecte d'inuktitut parlée par les Inuits au Nunavik dans le Nord-du-Québec. Il est également appelé inutktitut de l'Est du Canada. Selon le recensement de 2006, il y a 10 700 locuteurs. La langue est considérée comme vulnérable.